# ホット・ゾーン (テレビドラマ)
『ホット・ゾーン』は2019年のアメリカのドラマ・ミニシリーズであり、第1シーズンは1994年に出版されたリチャード・プレストンによるノンフィクション『ホット・ゾーン』を原作とする。3月27日から3月29日にかけ、 ナショナルジオグラフィックで6話が放送された。日本でも2019年10月にナショナルジオグラフィックチャンネルで放送された。
第2シーズン以降はアンソロジー形式で制作される予定。
2021年にはアメリカ本土で5名の死者を出したアメリカ炭疽菌事件を題材に炭疽(anthrax)を冠した第2シーズン「アンスラックス」が製作され、11月末にナショナルジオグラフィックで全6話を放送。主演はダニエル・デイ・キムとトニー・ゴールドウィン。
製作総指揮として携わったリドリー・スコットは24年前の映画『アウトブレイク』にも当初監督として関与していた。

## あらすじ
1976年のザイールと1989年のアメリカ東海岸のメリーランド州およびバージニア州を舞台とする。
1976年、ウェイド・カーターとトラビス・ローズはザイールでエボラ出血熱の発生を調査するが、強引で危険を顧みないカーターとローズは対立する。
1989年、アメリカ東海岸でフィリピンから輸入されたサルが連続して死に、陸軍感染医学研究所のナンシー・ジャックスはエボラ出血熱ウイルスを発見し、恩師のカーターを呼ぶ。CDCの局長となっていたローズはパニックを恐れ、対処方法を巡りナンシーおよびカーターと対立するが、人間にも感染が広がる。陸軍とCDCは協力して感染したサルをすべて処理し、変種である今回のウイルスは人間には致死的でないことがわかり、事態は終結する。

## 登場人物

### シーズン1

#### メイン
- ナンシー・ジャックス博士
  - 演 - ジュリアナ・マルグリーズ、日本語吹替 - 塩田朋子[1]
  - USAMRIID（ユーサムリッド、アメリカ陸軍感染症医学研究所）に勤務する獣医病理学者、中佐。
- ジェリー・ジャックス博士
  - 演 - ノア・エメリッヒ、日本語吹替 - 山野井仁[1]
  - USAMRIID勤務の獣医師、ナンシーの夫、中佐。
- ウェイド・カーター
  - 演 - リアム・カニンガム、日本語吹替 - てらそままさき[1]
  - ナンシーの恩師である獣医病理学者。
- トラビス・ローズ
  - 演 - ジェームズ・ダーシー、日本語吹替 - 三上哲[1]
  - CDC局長。
- ピーター・ジャーリング
  - 演 - トファー・グレイス、日本語吹替 - 平川大輔[1]
  - USAMRIID勤務のウイルス学者、ナンシーの同僚。

#### リカーリング
- ベン・ゲリス
  - 演 - ポール・ジェームズ、日本語吹替 - 遠藤大智[1]
  - USAMRIID勤務の技術者、ナンシーの同僚。
- フランク・メイズ
  - 演 - ニック・サーシー
  - バージニア州レストンのヘイズルトン社のサル飼育施設の職員。
- ヴァーノン・タッカー大佐
  - 演 - ロバート・ウィズダム
  - USAMRIID勤務のナンシーの上司。
- ウォルター・ハンボルト
  - 演 - ロバート・ショーン・レナード
  - サル飼育施設長。
- メリンダ・ダンポート
  - 演 - グレイス・ガマー、日本語吹替 - 園崎未恵
  - アフリカで働く国際支援機構の女性、のちにトラビス・ローズの妻。
- カイル・オーモンド大尉
  - 演 - Lenny Platt [2]
  - USAMRIIDに配属されたばかりの新人。

### シーズン2

#### メイン
- ブルース・エドワーズ・イビンズ
  - 演 - トニー・ゴールドウィン、日本語吹替 - 江原正士
  - 微生物学者。
- マシュー・ライカー
  - 演 - ダニエル・デイ・キム
  - FBI捜査官。

## エピソード
| 通算 話数 | タイトル                 | 監督                     | 脚本                                                                              | 放送日        | 製作 番号 | US視聴者数 (百万人) |
| --- | ------------------------ | ------------------------ | --------------------------------------------------------------------------------- | ------------- | --------- | ------------------- |
| 1 | "襲来" "Arrival"         | マイケル・アッペンダール | 原案: V. Hart 脚本:James V. Hart & Jeff Vintar & Kelly Souders & Brian Peterson   | 2019年5月27日 | 1WBC01    | 1.38                |
| 1989年、メリーランド州フォート・デトリックのUSAMRIID(ユーサムリッド、陸軍感染症医学研究所)に、サル出血熱で死んだと疑われるフィリピン由来のサルの組織サンプルがバージニア州レストンのヘイズルトン社のサル飼育施設から届く。ナンシー・ジャックス博士はラボで検査を行い、エボラ出血熱を疑うが、作業中に事故を起こしてしまい検査を中止せざるを得ない。恩師のウェイド・カーターに連絡を取るが無視され、上司や同僚たちはナンシーの意見を否定する。ナンシーはサルが連続して死亡したサル飼育施設の従業員フランク・メイズに協力を求める。                           |                          |                          |                                                                                   |               |           |                     |
| 2 | "感染" "Cell H"          | マイケル・アッペンダール | 原案:James V. Hart 脚本:Brian Peterson & Jeff Vintar & James V. Hart              | 2019年5月27日 | 1WBC02    | 1.26                |
| 1976年、カーターとトラビス・ローズの過去のザイールでのエボラ出血熱調査体験が回想される。1989年、ナンシーはサルの死体をUSAMRIIDに持ち込んで解剖し、エボラ出血熱であることを同僚や上司のタッカーにも納得させる。カーターがUSAMRIIDに来る。サル飼育施設長のハンボルトに協力を求め、ナンシーとカーターは感染したサルを処置する。サンプルに接触したナンシーの同僚のジャーリングとゲリスは隔離を嫌がって報告を怠る。ナンシーの夫で獣医師のジェリーは子供たちを他の家に移す。飼育施設の他のサルにも感染が広がっている。                                           |                          |                          |                                                                                   |               |           |                     |
| 3 | "混乱" "Charlie Foxtrot" | Nick Murphy              | 原案:James V. Hart James V. Hart & Kelly Souders                                  | 2019年5月28日 | 1WBC03    | 1.10                |
| 1976年、患者を調べようとするカーターと血液サンプルを持ち帰ろうとするローズは対立する。1989年、サル飼育施設の従業員が病気になる。カーターとナンシーは患者をUSAMRIIDに引き取ろうとするが、CDCに勤務するようになったローズが患者を奪う。軍とCDCの会議が開かれてローズはエボラ出血熱を疑問視し、カーターやナンシーと対立する。ヘイズルトン社に対処を迫るため、ナンシーの示唆でハンボルトはマスコミにリークする。 |                          |                          |                                                                                   |               |           |                     |
| 4 | "犠牲" "Expendable"      | Nick Murphy              | Brian Peterson & James V. Hart                                                    | 2019年5月28日 | 1WBC04    | 1.00                |
| 1976年、カーターはローズの反対を押し切り、国際支援機構のメリンダ・ダンポートとともに奥地に行き患者を診察する。1989年、ゲリスはジャーリングと自分がサンプルに接触したことをナンシーに告白する。飼育施設のサルを処理するために志願兵が訓練される。ジェリーは上司に頼み、妻を危険な任務から外し自分が代わりになる。飼育施設従業員のエボラ出血熱感染が確認される。ローズは妻となっているメリンダに連絡する。ナンシーはパニックを恐れるローズを説得し、他の従業員とその家族を検査する。                                                                         |                          |                          |                                                                                   |               |           |                     |
| 5 | "隔離" "Quarantine"      | Nick Murphy              | 原案: James V. Hart 脚本: Kelly Souders & Brian Peterson & James V. Hart          | 2019年5月29日 | 1WBC05    | 1.01                |
| 1989年、さらに二人の感染が判明するが症状は現れない。ジェリーとカーターはチームを率いてサル飼育施設に入り、サンプルを取った後に安楽死させる。過酷な作業でナンシーの新人の部下のカイルは傷を負って隔離され、ジェリーは倒れる。 |                          |                          |                                                                                   |               |           |                     |
| 6 | "機密" "Hidden"          | マイケル・アッペンダール | 原案:Kelly Souders & Jeff Vintar & James V. Hart 脚本:Kelly Souders & Jeff Vintar | 2019年5月29日 | 1WBC06    | 0.94                |
| 1976年、カーターは長老の示唆により独断で迎えのへりを遅らせ、発病しながら生き延びた免疫者を見つける。発病した長老の願いを入れて安楽死させ、ローズと対立する。1989年、ナンシーは夫の代わりに指揮を執りすべてのサルを処理する。テレビ局が嗅ぎつけるがハンボルトがごまかす。カーターは飼育施設の外にも感染したサルがいることを知り、ローズと協力して処理する。重病だったナンシーの父は亡くなっている。今回見つかったエボラ出血熱ウイルスの変種は幸運にも人間には致命的でないことがわかる。公聴会で人々は将来への準備を呼びかける。カーターはアフリカに向かう。 |                          |                          |                                                                                   |               |           |                     |